# Antwone Fisher
Antwone Fisher (bra: Voltando a Viver, ou Voltando a Viver - Antwone Fisher; prt: Antwone Fisher) é um filme americano de 2002, do gênero drama romântico-biográfico, dirigido por Denzel Washington, com roteiro autobiográfico de Antwone Fisher.
Fisher começou a escrever o roteiro sobre sua vida em 1993, num curso de roteiristas dirigido por Chris Smith, que apresentaria Fisher ao produtor Todd Black, que lhe adiantou um dinheiro para que finalizasse a obra. Um ano depois, o roteiro foi vendido à 20th Century Fox e, em 2001, transformado no romance Finding Fish.

## Elenco
- Derek Luke — Antwone "Fish" Fisher
- Malcolm David Kelley — Antwone Fisher (7 anos)
- Cory Hodges - Antwone Fisher (14 anos)
- Denzel Washington — dr. Jerome Davenport
- Joy Bryant — Cheryl Smolley
- Salli Richardson — Berta Davenport
- Leonard Earl Howze — Pork Chop
- Kente Scott — Kansas City
- Kevin Connolly — Slim
- Rainoldo Gooding — Grayson
- Novella Nelson — Sr.ª Tate
- Stephen Snedden — Berkley
- Sung Kang — recepcionista de Davenport
- Cordell Stokes — Keith
- Ellis Williams — reverendo Tate
- Timothy Reddick — Dwight
- Yolonda Ross — Nadine Tate
- De'Angelo Wilson — Jesse (19 anos)
- Jascha Washington — Jesse (8 anos)
- Andre Patton — Kenny